# Lollardi

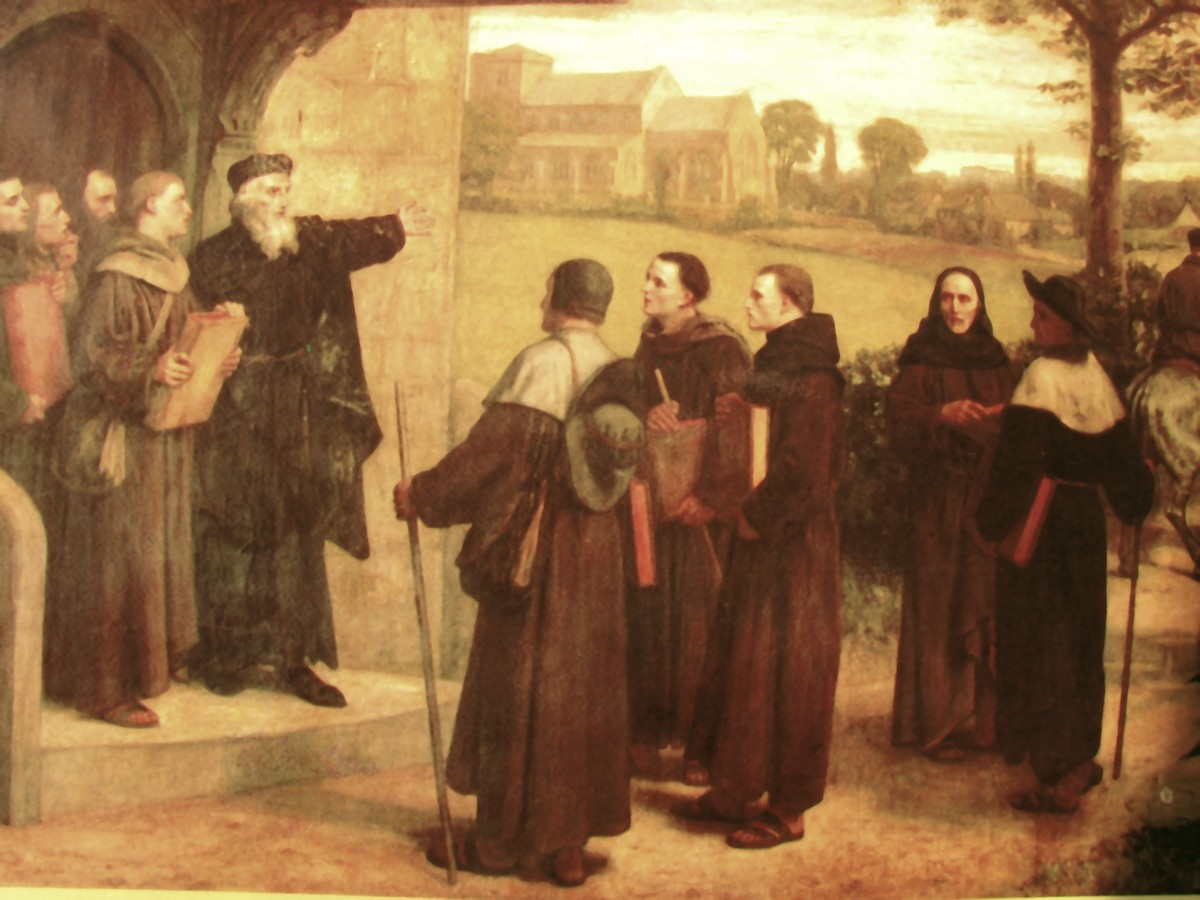
John Wycliffe consegna ai lollardi la Bibbia da lui tradotta in inglese

Lollardi (cioè "seminatori di zizzania", lolium in latino) era il termine utilizzato per definire, con intento dispregiativo, i poor preachers ("poveri predicatori"), un movimento politico-religioso attivo in Inghilterra dal XIV secolo fino agli inizi dello scisma anglicano. 
I lollardi inglesi, tra cui Nicholas Hereford e Philip Repyngdon, abbracciarono le idee di John Wycliffe (1324 – 1384), teologo dell'Università di Oxford che si batteva per la riforma della Chiesa romana. Wycliffe pensava che la pietà fosse l'unico requisito per il prete che volesse impartire un sacramento e che, similmente, anche un laico avrebbe potuto fare altrettanto in quanto il potere e l'autorità derivano dalla pietà e non dalla gerarchia ecclesiastica.
Analogamente, i lollardi davano maggiore risalto e autorità al testo delle scritture rispetto agli insegnamenti della chiesa cattolica. Essi pensavano che la "chiesa dei salvati" fosse l'intera comunità dei fedeli e non la chiesa ufficiale romana. Inoltre erano convinti della predestinazione e predicavano la povertà secondo l'esempio apostolico, opponendosi perciò alla tassazione a favore degli ecclesiastici (anzi chiedendo che i beni della chiesa fossero assoggettati alla comune imposizione fiscale). Infine alla transustanziazione opponevano la consustanziazione.
Wycliffe era convinto della falsità e corruttibilità della chiesa, auspicando che si privasse di tutti i suoi beni materiali e abbandonasse la vendita delle indulgenze. 
I lollardi furono perseguitati a causa del carattere sovversivo delle loro idee: molti subirono il martirio, ma il movimento non si estinse del tutto.
Il termine venne anche utilizzato per un gruppo religioso belga, derivante dai beghini, sorto ad Anversa nel XIV secolo, durante una forte pestilenza. Nell'occasione, dopo aver formato una sorta di confraternita ispirata a sant'Alessio, i lollardi, anche detti alessiani, si dedicarono alla cura degli appestati, al seppellimento dei cadaveri e al conforto degli infermi mediante preghiere e canti religiosi.

## Etimologia
Il termine lollardi era il soprannome popolare affibbiato a coloro che seguivano gli insegnamenti di John Wycliffe ma che non avevano un retaggio culturale accademico. Costoro ebbero modo di aderire al pensiero di Wycliffe grazie alla sua traduzione della Bibbia. I wycliffiti, invece, erano coloro che potevano vantare una preparazione accademica e che aderivano in ragione dei loro studi.
L'origine del termine è incerta tra quattro possibilità:
1. in olandese "lollaerd" indica qualcuno che borbotta. Analogamente le parole "lull" o "lollen" sono riprese dall'espressione inglese "a mother lulls her child to sleep" (una mamma culla il bambino finché si addormenta);
2. dal latino lolium (zizzania), pianta infestante del grano e sinonimo di tara;
3. dal prete francescano Lolhard che, convertito alle idee valdesi, divenne un eminente predicatore nella Guienna (allora sotto dominio inglese) e fu bruciato come eretico a Colonia nel 1370;
4. dal medio inglese loller, "un pigro vagabondo, un fannullone, un mendicante fraudolento", probabilmente un tardo utilizzo del termine, influenzato (in modo spurio?) dall'uso fattone da Chaucer nei Racconti di Canterbury.

La derivazione olandese è la più probabile, a causa dell'influenza sui lollardi delle comunità laiche informali che ebbero origine a Deventer, nell'Overijssel, attorno agli insegnamenti di Gerhard Groote, negli ultimi due decenni del XIV secolo; ma il latino "lolium" (tara) è un'alternativa interessante, supportata dall'epilogo del racconto di Chaucer The man of law's tale, nel quale sono riportate le preghiere del povero Parson:
"And he'll go starting up some heresy
And sow his tares in our clean corn, perchance."
Probabilmente non è necessario sceglierne un significato, perché tutti erano sprezzanti segni di insulto, inizialmente detestati da coloro ai quali venivano affibbiati, ma portati con orgoglio dagli ultimi lollardi.

## Credo
Anche se i lollardi hanno origine dagli scritti di John Wycliffe, non ebbero una dottrina centrale: essendo un movimento decentralizzato, i lollardi non ebbero né proposero una singola autorità. Il movimento si associava a molte idee diverse, e i singoli lollardi non dovevano concordare necessariamente con ogni principio.
Fondamentalmente i lollardi erano anticlericali: ritenevano che la chiesa romana fosse corrotta in molti modi e guardavano alle scritture come unica base della loro religione. Per fornire un'autorità alla religione al di fuori della chiesa, i lollardi diedero il via al movimento che perseguiva una traduzione della Bibbia in vernacolo; lo stesso Wycliffe nelle sue opere ne tradusse molti passaggi.
Un gruppo di lollardi presentò al parlamento le dodici conclusioni. Anche se non costituiscono in alcun modo un'autorità centrale dei lollardi, le Dodici conclusioni rivelano le loro idee di base. I lollardi affermavano che la chiesa romana era stata corrotta dalle questioni temporali e che la sua pretesa di essere la vera chiesa non era giustificata dalla sua eredità. Parte di questa corruzione riguardava le preghiere per i morti e le messe di suffragio, viste come corrotte, dato che distraevano i sacerdoti da altre opere, e che, secondo i lollardi,  tutti dovevano essere pregati allo stesso modo, e non secondo quanto parenti o altri avessero pagato ai preti per le messe in loro suffragio. I lollardi avevano anche una tendenza all'iconoclastia. I lussuosi arredi delle chiese erano visti come un eccesso; essi credevano che l'impegno dovesse andare verso l'aiuto ai bisognosi e la predicazione, piuttosto che nei ricchi ornamenti. Anche le immagini sacre, le icone, erano da loro viste come pericolose, poiché molti sembravano adorare l'icona piuttosto che Dio, portando all'idolatria.
Credendo in un sacerdozio laico, i lollardi sfidarono l'abilità della chiesa di investire o negare l'autorità divina di rendere sacerdote un uomo. Negando qualsiasi autorità speciale al sacerdozio, i lollardi ritenevano non necessaria la confessione, poiché un prete non aveva alcun particolare potere di perdonare i peccati. I lollardi sfidarono la pratica del celibato ecclesiastico e credevano che i preti non dovessero detenere incarichi politici dato che le questioni temporali non dovevano interferire con la missione spirituale dei sacerdoti. Ritenendo che dovesse essere data più attenzione al messaggio contenuto nelle scritture, piuttosto che alle cerimonie e all'adorazione, i lollardi denunciarono gli aspetti ritualistici della Chiesa, quali transustanziazione, esorcismo, pellegrinaggio e benedizione. Queste cose si concentravano troppo su poteri che la Chiesa presumibilmente non aveva e portavano a focalizzarsi più sui rituali temporali che su Dio e il suo messaggio.
Le Dodici conclusioni denunciavano anche guerra e violenza, compresa la pena capitale. Veniva denunciato anche l'aborto.
Oltre alle Dodici conclusioni, i lollardi avevano molti altri credi e tradizioni. Il loro concentrarsi sulle scritture li portò a rifiutarsi di prendere i voti. I lollardi avevano anche una tradizione di millenarismo. Alcuni criticarono la Chiesa per non essersi concentrata a sufficienza sull'Apocalisse. Molti lollardi credevano di essere vicini alla "fine dei giorni", e diversi dei loro scritti sostenevano che il Papa fosse l'anticristo.

### L'eucaristia secondo i lollardi
All'interno del suo corpus dottrinale, la lollardia affermava una forma particolare di consustanziazione: le specie eucaristiche resterebbero fisicamente pane e vino, ma diventerebbero spiritualmente corpo e sangue di Cristo.
Nell'assorbimento in seno alla Chiesa anglicana che si ebbe nel XVI secolo con la riforma protestante inglese, i riformatori inglesi non si espressero molto sul modo lollardo di intendere la consustanziazione (che era piuttosto una commemorazione), dirigendo invece forti critiche alla transustanziazione: 
(Articolo XXVIII, dai 39 Articoli di Religione della Chiesa Anglicana)

## Storia

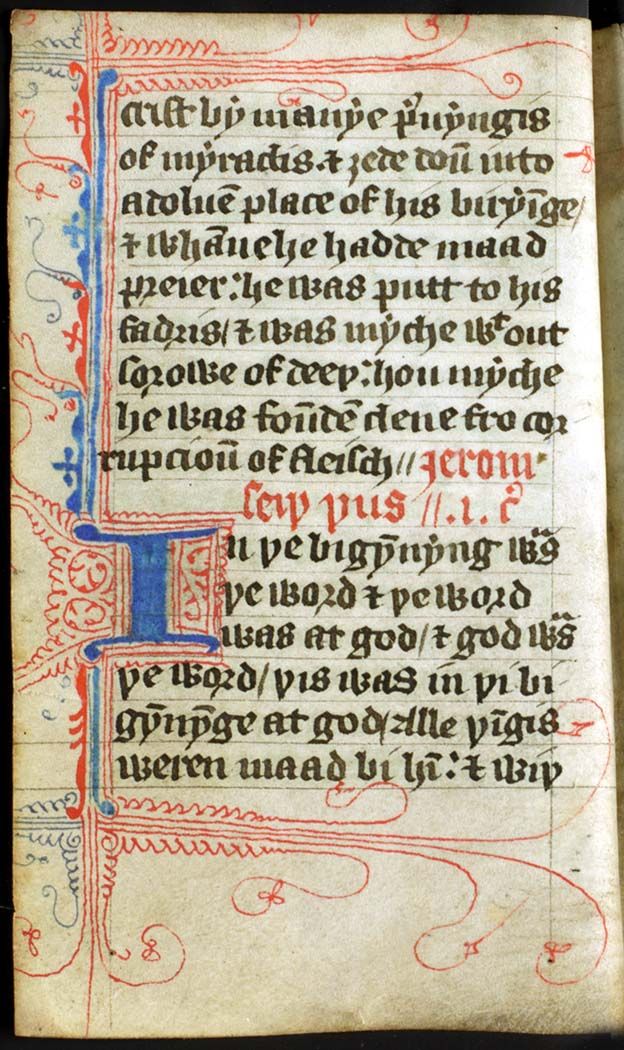
Inizio del Vangelo di Giovanni da una traduzione tascabile di Wycliffe che potrebbe essere stata usata da un predicatore errante lollardo (fine del XIV secolo)

Non appena si resero pubblici, i lollardi vennero accusati di eresia. Inizialmente, Wycliffe e la lollardia vennero protetti da Giovanni Plantageneto, I duca di Lancaster, e dalla nobiltà anticlericale, che erano probabilmente interessati a usare le riforme clericali sostenute dai lollardi per creare una diminuzione delle entrate per i monasteri inglesi. Anche l'Università di Oxford protesse Wycliffe e gli permise di mantenere la sua posizione all'interno dell'università nonostante le sue idee, in base alla libertà accademica, che diede qualche protezione anche agli accademici che lo sostenevano all'interno dell'istituzione. La lollardia fronteggiò inizialmente delle gravi persecuzioni dopo la rivolta dei contadini del 1381. Anche se Wycliffe e altri lollardi si opponevano alla rivolta, uno dei capi dei contadini, John Ball la predicò. La famiglia reale e la nobiltà trovarono quindi che la lollardia era una minaccia non solo per la Chiesa, ma per tutto l'ordine sociale inglese. Le poche misure di protezione dei lollardi svanirono. Questo cambiamento nel loro status venne influenzato anche dalla scomparsa dalla scena di Giovanni, duca di Lancaster, che lasciò l'Inghilterra nel tentativo di ottenere il trono di Castiglia, che egli reclamava per via della sua seconda moglie.
La lollardia fu duramente contrastata sia dalle autorità religiose sia da quelle secolari. Tra gli oppositori ci fu Thomas Arundel, Arcivescovo di Canterbury. Re Enrico IV approvò il De heretico comburendo nel 1401, che non era specificamente contro i lollardi, ma proibiva la traduzione o il possesso della Bibbia e autorizzava l'esecuzione al rogo degli eretici.

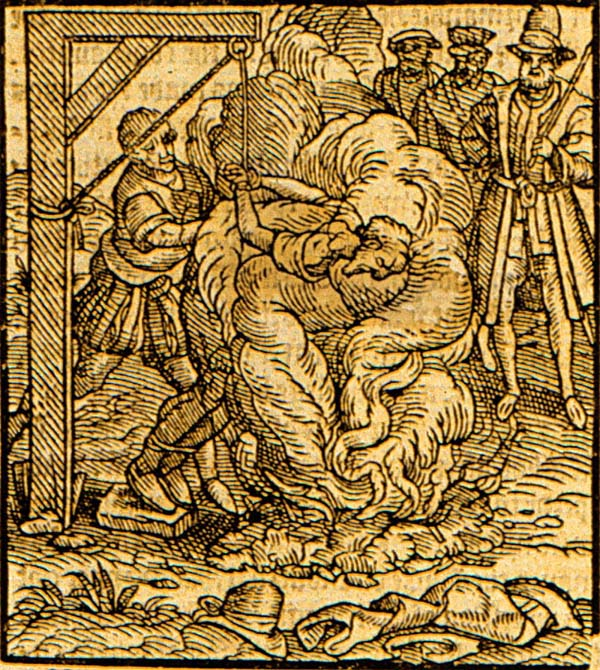
Sir John Oldcastle bruciato sul rogo per insurrezione ed eresia lollarda

All'inizio del XV secolo la lollardia divenne un movimento sommerso, dopo che Stato e Chiesa intrapresero misure più estreme nei suoi confronti. Una di queste misure fu la bruciatura sul rogo di John Badby, laico e artigiano che rifiutò di rinunciare alle sue idee lollarde. La sua fu la prima esecuzione di un laico in Inghilterra per eresia. Un gruppo di cavalieri lollardi era stato una forza potente nella politica inglese, ma anche questi nobili potenti non sfuggirono alla repressione. Sir John Oldcastle, stretto amico di re Enrico V (e ispiratore della figura di Falstaff nell'Enrico IV di William Shakespeare) venne processato nel 1413 dopo che vennero svelate prove del suo credo lollardo. Oldcastle fuggì dalla Torre di Londra e organizzò un'insurrezione, che comprese il tentato rapimento del re. La ribellione fallì e Oldcastle venne giustiziato. La rivolta di Oldcastle rese ancor più minacciosa la lollardia per lo Stato, e la persecuzione dei lollardi divenne più severa. Diversi altri martiri della causa lollarda vennero giustiziati nei secoli seguenti, compreso Thomas Harding che morì a White Hill, Chesham, nel 1532, uno degli ultimi lollardi a essere perseguitati.
I lollardi vennero assorbiti nel protestantesimo durante la Riforma Inglese, nella quale la lollardia ebbe un ruolo. Poiché era stata clandestina per più di un secolo, la diffusione della lollardia e delle sue idee all'epoca della riforma è incerta e motivo di dibattito. Comunque, molti critici della Riforma, tra cui Tommaso Moro, associarono i protestanti ai lollardi. Anche leader protestanti come l'arcivescovo Cranmer fecero riferimento alla lollardia. Se i protestanti abbiano realmente tratto influenza dalla lollardia o si siano rifatti ad essa solo per creare un senso di tradizione, è una questione dibattuta dagli studiosi. La diffusione della lollardia nella popolazione dell'epoca non è nota, ma la prevalenza dell'iconoclastia protestante in Inghilterra suggerisce che le idee lollarde potrebbero aver avuto qualche influenza, se la fonte non fu Zwingli, in quanto i luterani non sostenevano l'iconoclastia. Le somiglianze tra i lollardi e successivi gruppi protestanti inglesi come i puritani e i quaccheri, suggeriscono qualche continuità delle idee lollarde nel periodo della riforma.